# Hill Ferenc
Hill Ferenc (németül: Franz Hill; Pozsony, 1859. június 29. – Komarów-265. magassági pont, 1914. augusztus 29.) a besztercebányai 16. honvéd gyalogezred parancsnoka, ezredes.

## Élete
Előbb reáliskolában, majd 1874-től a pozsonyi gyalogsági kadétiskolában tanult. 1876-tól gyalogos lett a pozsonyi 72. gyalogezredben, de 12 évre előre szerződést kötött a hadseregben való szolgálatra.
1878-ban befejezte kadétiskolai tanulmányait és tiszthelyettes lett. 1879-től hadnagy, 1885-től főhadnagy lett. 1882-1883-ban lovas képzést kapott. 1890-ig századparancsnok volt. 1891-1894 között előbb másodosztályú majd elsőosztályú százados lett a közös hadsereg 46. gyalogezredénél mint századparancsnok. 1895-től a közös hadsereg 32. gyalogezredénél szolgált, majd 1898-1900 között a veszprémi 17. honvéd ezrednél mint századparancsnok. 
1899-ben törzstiszti tanfolyamon vett részt Budapesten. 1900-től a gyulai 2. honvéd gyalogezrednél szolgált mint zászlóalj parancsnok és az 5. népfelkelő körzet vezetője. 1903-tól őrnagy volt. 1904-től a debreceni 3. honvéd ezrednél, majd Zilahon szolgált. 1908-tól alezredes, 1911-től ezredes lett. 1911-től a besztercebányai 16. honvédezrednél mint törzstiszt szolgált (Weeber Alfréd ezredes parancsnoksága alatt), melynek 1912. április 18-tól haláláig a parancsnoka volt. 
A Komarówi csatában tüzérségi gránáttalálat következtében hunyt el.
A besztercebányai működése idején részt vett a város társadalmi életében is. Ügyes gimnasztikus, vívó, úszó és kerékpáros volt, németül és magyarul beszélt.

## Kitüntetései[2]
Viselési sorrendben feltüntetve
- Vaskorona Rend 3. osztálya, hadidíszítménnyel (1915, posztumusz)[3]
- Katonai Érdemkereszt (1910)
- Hadiérem
- Tiszti Szolgálati Jel 2. osztály (1913)
- Jubileumi Érem  (1898)
- Jubileumi Kereszt (1908)